# Rybaki (powiat ostródzki)
Rybaki – osada w Polsce położona w województwie warmińsko-mazurskim, w powiecie ostródzkim, w gminie Małdyty nad jeziorem Kęckim.
W latach 1975–1998 miejscowość administracyjnie należała do województwa olsztyńskiego.
W roku 1973 jako osada Rybaki należały do powiatu morąskiego, gmina i poczta Małdyty.
Inne miejscowości o nazwie Rybaki: Rybaki